# Jonny Rödlund
Jonny Rödlund (* 22. Dezember 1971) ist ein ehemaliger schwedischer Fußballspieler auf der Position eines Mittelfeldspielers. Zuletzt war er Trainer beim schwedischen Drittligisten Syrianska IF Kerburan.

## Karriere

### Verein
Nach Stationen bei Skiljebo SK und Västerås SK, verließ Rödlund noch in der Jugend seine Heimat und schloss sich 1987 der Jugendmannschaft von RSC Anderlecht und ein Jahr später der Jugendmannschaft von Manchester United an.
1989 kehrte er nach Schweden zurück und stand bis 1993 beim IFK Norrköping unter Vertrag. Mit ihnen gewann er 1989 die schwedische Meisterschaft und 1991 den schwedischen Pokal.
Nachfolgende Stationen von Rödlund waren: BK Häcken, Västerås SK, Degerfors IF, Sporting Braga und erneut Västerås SK. Für Västerås SK spielte er insgesamt 73-mal und erzielte dabei zwölf Treffer.
1999 wechselte Rödlund nach Deutschland, zum Zweitligisten FC Energie Cottbus. In den 17 Rückrundenspielen der Saison 1999/2000 kam er 14-mal zum Einsatz und erzielte dabei drei Tore. Am Ende der Saison stieg er mit Cottbus in die 1. Bundesliga auf. In der ersten Cottbuser Bundesligasaison wurde Rödlund von Trainer Eduard Geyer nur siebenmal eingewechselt. Er hielt mit der Mannschaft die Klasse und wechselte anschließend nach China zu Beijing Guoan.
2002 kehrte Rödlund nach Schweden zurück und spielte drei Jahre beim schwedischen Zweitligisten Enköpings SK.
2007 beendete er in seiner Heimat beim Skiljebo SK seine aktive Laufbahn.

### Nationalmannschaft
Rödlund war Mitglied der Schwedischen Olympiaauswahl 1992. Mit drei Toren im Turnier, war er der beste schwedische Torschütze.
Rödlund debütierte am 14. Februar 1990 in der schwedischen Nationalmannschaft, als diese der Nationalmannschaft der Vereinigten Arabischen Emirate mit 1:2 unterlag. Zwei Jahre später kam er bei der 0:1-Niederlage gegen die australische Landesauswahl zu einem zweiten Länderspieleinsatz.

## Trainerstationen
2008 übernahm Rödlund das Traineramt beim schwedischen Viertligisten Syrianska IF Kerburan, den er als Meister der Division 2 Norra Svealand in die dritte Liga führte. Dennoch verkündete er nach Saisonende seinen Abschied.